# Enrique Bunbury
Enrique Ortiz de Landázuri Izarduy (n. Zaragoza, 11 august, 1967), cunoscut sub numele de scenă Enrique Bunbury, este un cântăreț și compozitor spaniol.
Debutul lui muzical a avut loc în primii ani ai decadei `80, făcând parte din primele sale grupuri precum Apocalipsis, Rebel Waltz, Proceso Entrópico și Zumo de Vidrio. Cu toate acestea, consacrarea muzicală și-a obținut-o în calitate de solist și lider al trupei Héroes del Silencio, grup muzical de mare succes, fiind considerată de mulți una dintre cele mai bune formații de rock spaniol. În urma destrămării trupei, în 1996, Bunbury și-a început cariera solo în 1997, devenind o figură importantă pe scena muzicii spaniole și latino-americane. Stilul său muzical actual se distanțiază de cel din perioada Heroes del Silencio. 
În 2004, a fost considerat unul dintre cei mai influenți spanioli de către ziarul El Mundo.

## Viața personală
Bunbury este căsătorit cu Jose Girl (care este și fotografa sa oficială) din octombrie 2012, după mai mulți ani de relație. Muzicianul a mai trecut printr-o căsnicie în anul 2000, cu Nona Rubio, care s-a terminat printr-un divorț în 2001.

## Discografie

### Albume de studio
| An   | Album                    |
| ---- | ------------------------ |
| 1997 | Radical Sonora           |
| 1999 | Pequeño                  |
| 2002 | Flamingos                |
| 2004 | El Viaje a Ninguna Parte |
| 2008 | Hellville de Luxe        |
| 2010 | Las Consecuencias        |
| 2011 | Licenciado Cantinas      |
| 2013 | Palosanto                |

### Albume live
| An   | Album                                        |
| ---- | -------------------------------------------- |
| 2000 | Pequeño Cabaret Ambulante                    |
| 2003 | Una Cita en Flamingos                        |
| 2005 | Freak Show                                   |
| 2011 | Gran Rex - Las Consecuencias en Vivo         |
| 2012 | De Cantina en Cantina. On Stage 2011-12 Live |
| 2013 | Cualquier Tiempo Pasado... Live 2011-2012    |
| 2015 | MTV Unplugged: El Libro De Las Mutaciones    |